# Поет-лауреат Великої Британії

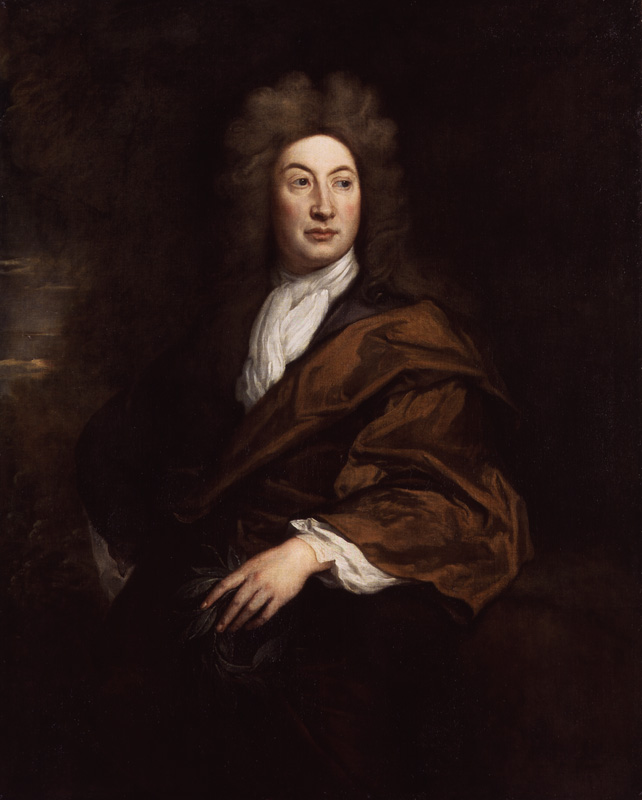
Джон Драйден, перший поет-лауреат

Британський поет-лауреат — це почесна посада, що призначається монархом Великої Британії за порадою прем'єр-міністра. Ця роль не містить конкретних обов'язків, проте передбачається, що власник писатиме вірші з приводу важливих національних подій. Витоки лауреатства датуються 1616 роком, коли Бену Джонсону було надано пенсію, але першим офіційним представником на цій посаді став Джон Драйден, призначений у 1668 році Карлом II. Після смерті лорда Альфреда Теннісона, який обіймав цю посаду з листопада 1850 по жовтень 1892 року, на знак пошани тривала чотирирічна перерва; лауреатські поеми Теннісона «Ода на смерть герцога Веллінгтона» й «Атака легкої бригади» особливо шанувались вікторіанською публікою. Три поети, Томас Грей, Семюель Роджерс і Вальтер Скотт, відхилили титул лауреата. Станом на 2016 рік поетом-лауреатом Великої Британії є Керол Енн Даффі, яку було призначено на посаду у травні 2009 року на фіксований десятирічний термін.

## Походження
Походження інституту поетичного лауреатства датується 1616 роком, коли Яків I, король Англії, призначив пенсію письменникові Бену Джонсону. Хоча після нього було призначено ще декілька придворних поетів, ця посада стала постійною тільки в 1668 році, після призначення Джона Драйдена за часів Карла II. Драйден, після успіху своєї поеми Аннус Мірабіліс 1689 року, був відсторонений від посади в 1689 році після вступу на престол протестанта Вільгельма III Оранського і Марії II. Драйден, католик-неофіт, відмовився складати присягу на вірність новим монархам, і його було звільнено з посади лауреата. Таким чином він був і лишається єдиним поетом, відстороненим від лауреатства. Наступник Драйдена Томас Шедвелл був призначений лауреатом пожиттєво у 1689 році. Він увів звичай писати вірші на Новий рік і День народження монарха, що стало одним із ключових обов'язків на цій посаді. Після призначення Вільяма Вордсворта в 1843 році обов'язки передбачали також складання віршів для подій судового і загальнонаціонального характеру. Лорд Альфред Теннісон займав цю посаду з листопада 1850 по жовтень 1892 року. За словами Ендрю Моушена і Гіларі Лорі, Теннісон «наділив поета-лауреата новим статусом і значущістю», створивши такі поеми, як «Ода на смерть герцога Веллінгтона» і «Атака легкої бригади». Після його смерті ця посада була вакантною на знак поваги; новий лауреат був призначений лише через чотири роки. Ним став Альфред Остін у січні 1896 року. Станом на 2016 рік ця посада лишається почесною, а сам лауреат самостійно вирішує, в яких випадках писати поеми. Термін перебування на посаді поета-лауреата змінився після призначення Моушена в 1999 році на термін 10 років; його наступницю Керол Енн Даффі було також призначено на 10-річний фіксований термін. Даффі є перша жінка-поет, перша відкрита бісексуалка, а також перша шотландка, що обіймає цю посаду. Лауреатська зарплата Драйдена становила 200 фунтів стерлінгів на рік. У 1630 році Карл I додав щорічну «піпу канарських вин» (572,8 літра), хоча пізніше це було компенсовано у грошовому еквіваленті. Коли було призначено Джона Бетчемана, він відродив алкогольну традицію і отримав 720 пляшок шеррі; станом на 2015 рік ця практика й досі триває. З часів Моушена надається щорічний гонорар у розмірі 5750 фунтів стерлінгів; Моушен також отримав додаткові £19000 за його роботи у сфері освіти. Після призначення Даффі розмір винагороди повернуся до зарплати у £5750 і одного бареля шеррі.

## Поети-лауреати і період лауреатства
- (1670—1689) — Джон Драйден[14][15]
- (1689—1692) — Томас Шадуелл[16][17]
- (1692—1715) — Наум Тейт[18][19]
- (1715—1718) — Ніколас Роу (англ. Nicholas Rowe)[20][21]
- (1718—1730) — Лоренс Юсден[20][22]
- (1730—1757) — Коллі Сіббер[20][23]
- (1757—1785) — Вільям Вайтгед[20][24]
- (1785—1790) — Томас Вортон[25][26]
- (1790—1813) — Генрі Джеймс Пай[27]
- (1813—1843) — Роберт Сауті[20][28][b]
- (1843—1850) — Вільям Вордсворт[30][31]
- (1850—1892) — Альфред Теннісон[30][32]
- (1896—1913) — Альфред Остін[32][33]
- (1913—1930) — Роберт Бріджес[34][35]
- (1930—1967) — Джон Мейсфілд[36][37]
- (1968—1972) — Сесіл Дей-Льюїс[38][39]
- (1972—1984) — Джон Бетчеман[40][41]
- (1984—1998) — Тед Г'юз[42][43]
- (1999—2009) — Ендрю Моушен[en][9][44]
- (2009—…) — Керол Енн Даффі[9]